# 船橋法典車站

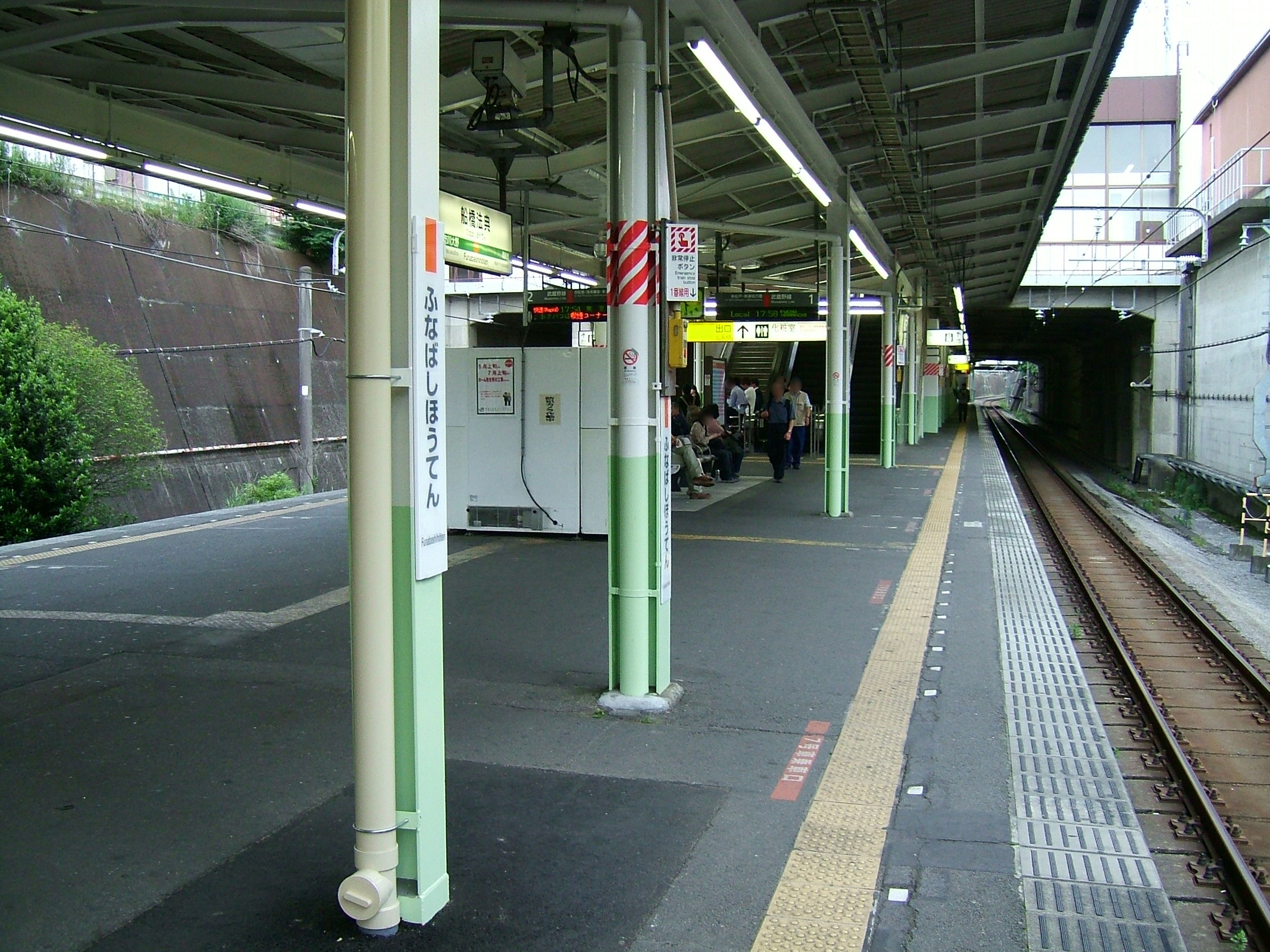
自船橋法典車站的月台向西船橋側（南側）望去，可以見到有一半的月台實際上是位在站前圓環下方的隧道裡。

船橋法典車站（日语：／ Funabashi-hōten eki */?）是一個位於千葉縣船橋市藤原一丁目，屬於東日本旅客鐵道（JR東日本）武藏野線的鐵路車站。車站編號是JM 11。

## 車站構造
船橋法典是一個設在地面上的鐵路車站，但因為在該站的路段武藏野線採用的是塹式路基的軌道鋪設方式，因此跨座在路塹之上的本站反而具有一般跨站式站房的構造特性。站內設有一座島式月台兩條乘車線，月台的南半段位在第1與第2藤原隧道內，月台正上方分別是站前圓環、腳踏車停車場，與橫越過武藏野線的站前道路及千葉縣道59號（木下街道），因此也具有部分地下月台的構造特性。
在1978年正式啟用前，船橋法典車站曾一度使用過北船橋的臨時站名，至於正式站名中的「法典」兩字，源自於此地區的舊行政區名、千葉縣東葛飾郡法典村。另外，由於車站西南側不到500公尺處就可以見到中山競馬場，是競馬場的主要進出玄關，因此船橋法典又有中山競馬場前的副站名。
車站顏色是薄薄的黃綠色。

### 月台配置
| 月台 | 路線     | 方向 | 目的地                       |
| ---- | -------- | ---- | ---------------------------- |
| 1    | 武藏野線 | 上行 | 新松戶、南浦和、府中本町方向 |
| 2    | 武藏野線 | 下行 | 西船橋、海濱幕張、東京方向   |

（來源：JR東日本:車站構內圖 （页面存档备份，存于））

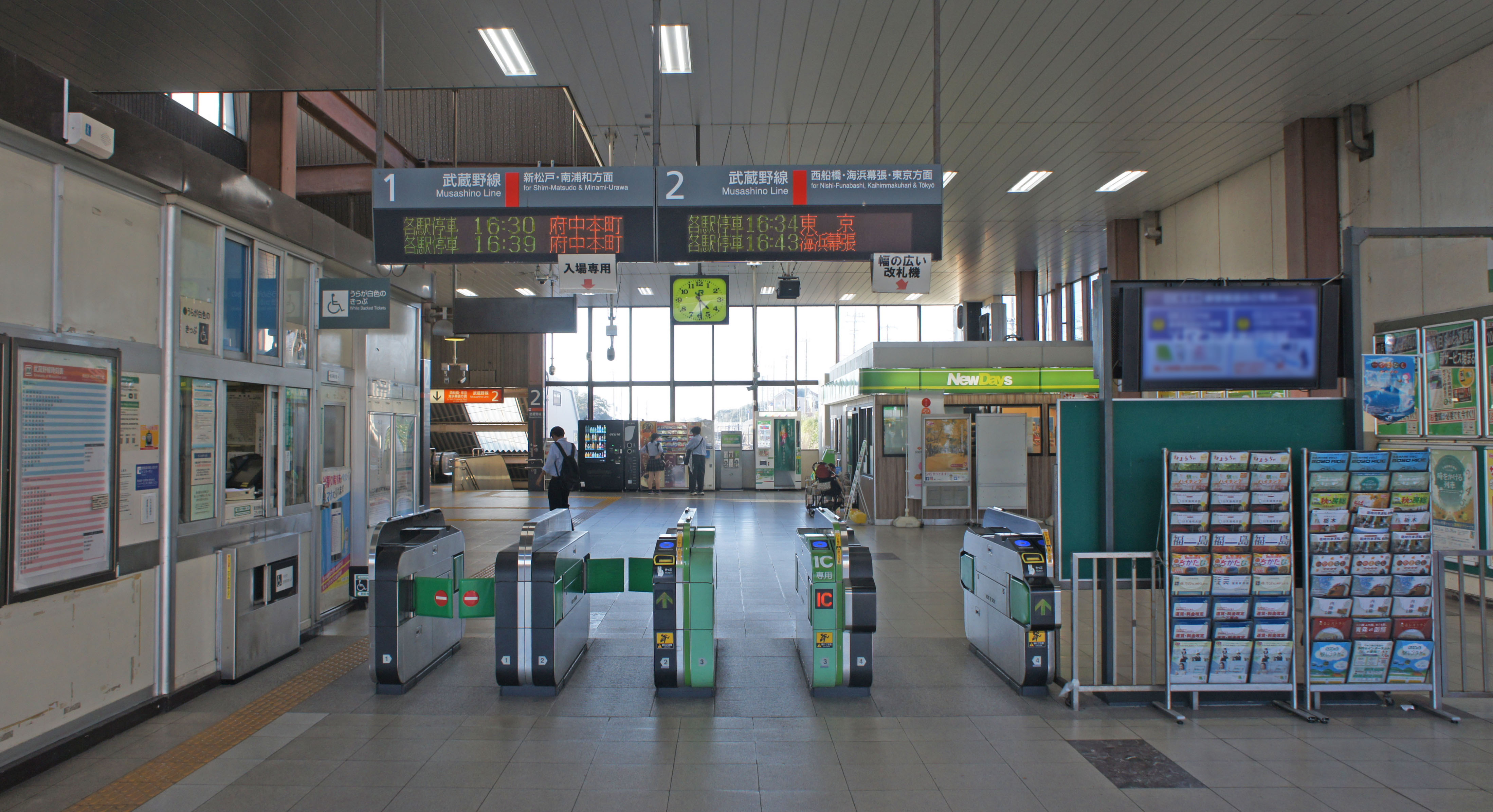
閘口（2019年9月）
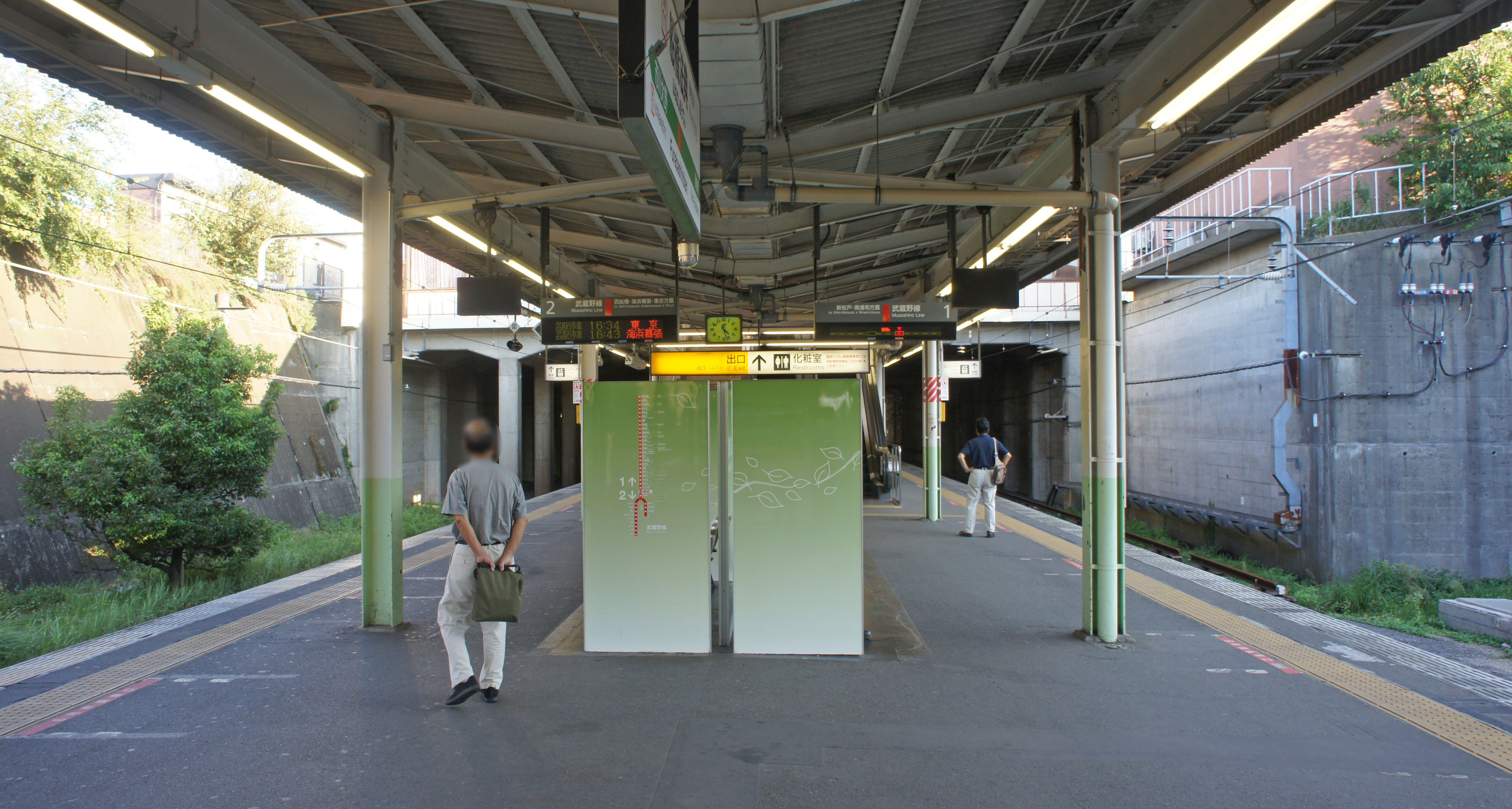
月台（2019年9月）

## 使用情況
2019年（令和元年）度的1日平均上車人次為18,815人，是武藏野線內26個車站當中的第16位。
此站是離中山賽馬場最近的車站，舉行賽馬時非常擠迫。到此站開業為止，中山賽馬場最接近京成本線東中山站，當時稱為「中山競馬場前站」（中山競馬場前駅）。
根據「千葉縣統計年鑑」，一日平均上車人次的推移如下表。
| 年度               | 1日平均 上車人次 | 來源     |
| ------------------ | ---------------- | -------- |
| 1990年（平成02年） | 10,534           | [ * 1 ]  |
| 1991年（平成03年） | 11,520           | [ * 2 ]  |
| 1992年（平成04年） | 12,530           | [ * 3 ]  |
| 1993年（平成05年） | 14,073           | [ * 4 ]  |
| 1994年（平成06年） | 14,720           | [ * 5 ]  |
| 1995年（平成07年） | 14,963           | [ * 6 ]  |
| 1996年（平成08年） | 16,420           | [ * 7 ]  |
| 1997年（平成09年） | 15,418           | [ * 8 ]  |
| 1998年（平成10年） | 15,446           | [ * 9 ]  |
| 1999年（平成11年） | 15,367           | [ * 10 ] |
| 2000年（平成12年） | 15,719           | [ * 11 ] |
| 2001年（平成13年） | 15,309           | [ * 12 ] |
| 2002年（平成14年） | 15,642           | [ * 13 ] |
| 2003年（平成15年） | 15,274           | [ * 14 ] |
| 2004年（平成16年） | 15,255           | [ * 15 ] |
| 2005年（平成17年） | 15,427           | [ * 16 ] |
| 2006年（平成18年） | 15,983           | [ * 17 ] |
| 2007年（平成19年） | 16,463           | [ * 18 ] |
| 2008年（平成20年） | 17,084           | [ * 19 ] |
| 2009年（平成21年） | 17,042           | [ * 20 ] |
| 2010年（平成22年） | 16,736           | [ * 21 ] |
| 2011年（平成23年） | 16,860           | [ * 22 ] |
| 2012年（平成24年） | 17,367           | [ * 23 ] |
| 2013年（平成25年） | 17,706           | [ * 24 ] |
| 2014年（平成26年） | 17,561           | [ * 25 ] |
| 2015年（平成27年） | 18,222           | [ * 26 ] |
| 2016年（平成28年） | 18,541           | [ * 27 ] |
| 2017年（平成29年） | 19,012           | [ * 28 ] |
| 2018年（平成30年） | 19,159           |          |
| 2019年（令和元年） | 18,815           |          |

## 車站周邊
在船橋法典車站剛啟用時，車站周遭主要是以住宅區為主，但隨著人口逐漸增加陸續開始有商業設施的設置。
船橋法典車站周遭最重要的設施，當屬車站西南側不遠處的中山競馬場，因此雖然車站平日的旅客數量並不算多（在武藏野線沿線的25座車站中，船橋法典排名第15），但在賽馬活動舉辦的日子經常會湧入大量的人潮。為了消化人潮，車站還設有賽馬場專用的檢票口與地下通道。在1978年船橋法典尚未設站之前，距離競馬場最近的車站原本是位於馬場南方、約需要步行20分鐘的京成本線東中山車站。該站在1953年正式設站之前原本是一個名叫「中山競馬場前」、只有在賽馬舉辦時才使用的臨時車站。因此船橋法典實際上是承襲此副站名的第二代中山競馬場前車站。
如果沿著武藏野線旁的道路朝北走，在車站北方一段距離處可以見到姥山貝塚公園（實際已位在隔鄰的市川市柏井町境內）。公園內的姥山貝塚是繩文時代遺留的考古遺跡，是日本最早挖掘出的繩文時代人類聚落遺跡之一。

## 相鄰車站
東日本旅客鐵道
 武藏野線
西船橋（JM 10）－船橋法典（JM 11）－市川大野（JM 12）

### 使用情況
1. ↑  千葉県統計年鑑 （页面存档备份，存于） - 千葉県
2. ↑  船橋市統計書 （页面存档备份，存于） - 船橋市

JR東日本2000年度以後上車人次
1. ↑  各駅の乗車人員（2000年度） （页面存档备份，存于） - JR東日本
2. ↑  各駅の乗車人員（2001年度） （页面存档备份，存于） - JR東日本
3. ↑  各駅の乗車人員（2002年度） （页面存档备份，存于） - JR東日本
4. ↑  各駅の乗車人員（2003年度） （页面存档备份，存于） - JR東日本
5. ↑  各駅の乗車人員（2004年度） （页面存档备份，存于） - JR東日本
6. ↑  各駅の乗車人員（2005年度） （页面存档备份，存于） - JR東日本
7. ↑  各駅の乗車人員（2006年度） （页面存档备份，存于） - JR東日本
8. ↑  各駅の乗車人員（2007年度） （页面存档备份，存于） - JR東日本
9. ↑  各駅の乗車人員（2008年度） （页面存档备份，存于） - JR東日本
10. ↑  各駅の乗車人員（2009年度） （页面存档备份，存于） - JR東日本
11. ↑  各駅の乗車人員（2010年度） （页面存档备份，存于） - JR東日本
12. ↑  各駅の乗車人員（2011年度） （页面存档备份，存于） - JR東日本
13. ↑  各駅の乗車人員（2012年度） （页面存档备份，存于） - JR東日本
14. ↑  各駅の乗車人員（2013年度） （页面存档备份，存于） - JR東日本
15. ↑  各駅の乗車人員（2014年度） （页面存档备份，存于） - JR東日本
16. ↑  各駅の乗車人員（2015年度） （页面存档备份，存于） - JR東日本
17. ↑  各駅の乗車人員（2016年度） （页面存档备份，存于） - JR東日本
18. ↑  各駅の乗車人員（2017年度） （页面存档备份，存于） - JR東日本
19. ↑  各駅の乗車人員（2018年度） （页面存档备份，存于） - JR東日本
20. ↑  各駅の乗車人員（2019年度） （页面存档备份，存于） - JR東日本

千葉縣統計年鑑
1. ↑  .   [2020-07-27]. （原始内容存档于2020-01-08）.
2. ↑  .   [2020-07-27]. （原始内容存档于2020-01-08）.
3. ↑  .   [2020-07-27]. （原始内容存档于2020-01-08）.
4. ↑  .   [2020-07-27]. （原始内容存档于2020-01-08）.
5. ↑  .   [2020-07-27]. （原始内容存档于2020-01-08）.
6. ↑  .   [2020-07-27]. （原始内容存档于2020-01-08）.
7. ↑  .   [2020-07-27]. （原始内容存档于2020-01-08）.
8. ↑  .   [2020-07-27]. （原始内容存档于2020-01-08）.
9. ↑  .   [2020-07-27]. （原始内容存档于2020-01-08）.
10. ↑  .   [2017-07-20]. （原始内容存档于2017-09-30）.
11. ↑  .   [2017-07-20]. （原始内容存档于2017-09-30）.
12. ↑  .   [2017-07-20]. （原始内容存档于2017-09-30）.
13. ↑  .   [2017-07-20]. （原始内容存档于2017-09-30）.
14. ↑  .   [2017-07-20]. （原始内容存档于2017-09-30）.
15. ↑  .   [2017-07-20]. （原始内容存档于2017-09-30）.
16. ↑  .   [2020-07-27]. （原始内容存档于2020-01-08）.
17. ↑  .   [2020-07-27]. （原始内容存档于2020-01-08）.
18. ↑  .   [2020-07-27]. （原始内容存档于2020-01-08）.
19. ↑  .   [2020-07-27]. （原始内容存档于2017-08-30）.
20. ↑  .   [2020-07-27]. （原始内容存档于2017-08-30）.
21. ↑  .   [2020-07-27]. （原始内容存档于2017-08-30）.
22. ↑  .   [2020-07-27]. （原始内容存档于2017-08-30）.
23. ↑  .   [2020-07-27]. （原始内容存档于2017-08-30）.
24. ↑  .   [2020-07-27]. （原始内容存档于2017-08-11）.
25. ↑  .   [2020-07-27]. （原始内容存档于2017-08-11）.
26. ↑  .   [2020-07-27]. （原始内容存档于2017-08-11）.
27. ↑  .   [2020-07-27]. （原始内容存档于2020-04-24）.
28. ↑  .   [2020-07-27]. （原始内容存档于2020-04-24）.

## 延伸閱讀
- 三好好三; 垣本泰宏. . JTBパブリッシング. 2010-02-01.

## 外部連結
- 車站資訊（船橋法典）：東日本旅客鐵道

35°43′51.06″N 139°57′59.65″E / 35.7308500°N 139.9665694°E